# 2022年北京オリンピックのスウェーデン選手団
2022年北京オリンピックのスウェーデン選手団は、2022年2月4日から2月20日まで中華人民共和国の北京で開催された2022年北京オリンピックのスウェーデン選手団の名簿。

## メダリスト
| メダル | 選手 | 競技                   | 種目                 | 日付    |
| ------ | --- | ---------------------- | -------------------- | ------- |
| 金     | バルター・バルベリ                                                                                         | フリースタイルスキー   | 男子モーグル         | 2月5日  |
| 金     | ニルス・ファン・デル・プール                                                                               | スピードスケート       | 男子5000m            | 2月6日  |
| 金     | サラ・ヘクトル                                                                                             | アルペンスキー         | 女子大回転           | 2月7日  |
| 金     | ヨンナ・スンドリング                                                                                       | クロスカントリースキー | 女子個人スプリント   | 2月8日  |
| 金     | ニルス・ファン・デル・プール                                                                               | スピードスケート       | 男子10000m           | 2月11日 |
| 金     | リン・ペーション モナ・ブロション ハンナ・エーベリ エルヴィラ・エーベリ                                    | バイアスロン           | 女子4x6kmリレー      | 2月16日 |
| 金     | サンドラ・ネスルンド                                                                                       | フリースタイルスキー   | 女子スキークロス     | 2月17日 |
| 金     | ニクラス・エディン オスカー・エリクソン ラスムス・ヴラノー クリストフェル・スングレン ダニエル・マグヌソン | カーリング             | 男子                 | 2月19日 |
| 銀     | マヤ・ダールクヴィスト                                                                                     | クロスカントリースキー | 女子個人スプリント   | 2月8日  |
| 銀     | エルヴィラ・エーベリ                                                                                       | バイアスロン           | 女子7.5kmスプリント  | 2月11日 |
| 銀     | エルヴィラ・エーベリ                                                                                       | バイアスロン           | 女子10kmパシュート   | 2月13日 |
| 銀     | マヤ・ダールクヴィスト ヨンナ・スンドリング                                                                | クロスカントリースキー | 女子団体スプリント   | 2月16日 |
| 銀     | マルティン・ポンシルオマ                                                                                   | バイアスロン           | 男子15kmマススタート | 2月18日 |
| 銅     | アルミダ・デ・ヴァル オスカー・エリクソン                                                                  | カーリング             | 混合ダブルス         | 2月8日  |
| 銅     | ヘンリク・ハーロウ                                                                                         | フリースタイルスキー   | 男子ビッグエア       | 2月9日  |
| 銅     | マヤ・ダールクヴィスト エバ・アンデション フリーダ・カールソン ヨンナ・スンドリング                        | クロスカントリースキー | 女子4×5kmリレー      | 2月12日 |
| 銅     | ジェスパー・ジェイダー                                                                                     | フリースタイルスキー   | 男子スロープスタイル | 2月16日 |
| 銅     | アンナ・ハッセルボリ サラ・マクマナス アグネス・クノッヘンハウアー ソフィア・マベリス ヨハンナ・ヘルディン | カーリング             | 女子                 | 2月19日 |

## 選手団
- 人員: 選手 116人
- 開会式旗手: Oliwer Magnusson、Emma Nordin[1]
- 閉会式旗手: エルヴィラ・エーベリ[2]

| 種目                   | 男子 | 女子 | 合計 |
| ---------------------- | ---- | ---- | ---- |
| アルペンスキー         | 2    | 6    | 8    |
| バイアスロン           | 5    | 6    | 11   |
| クロスカントリースキー | 8    | 8    | 16   |
| カーリング             | 5    | 6    | 11   |
| フィギュアスケート     | 1    | 1    | 2    |
| フリースタイルスキー   | 12   | 2    | 14   |
| リュージュ             | 1    | 1    | 2    |
| アイスホッケー         | 25   | 23   | 48   |
| スキージャンプ         | 0    | 1    | 1    |
| スノーボード           | 2    | 0    | 2    |
| スピードスケート       | 1    | 0    | 1    |
| 合計                   | 62   | 54   | 116  |